# Emma Justine Farnsworth
Emma Justine Farnsworth (New York, 16 ottobre 1860 – Albany, 23 gennaio 1952) è stata una fotografa statunitense.
Divenne molto nota nell'ultimo decennio del XIX secolo per le sue immagini pittorialiste, sapientemente legate all'arte e alla poesia con un'alta qualità compositiva, unita ad una notevole capacità tecnica, ottenendo premi e riconoscimenti a livello mondiale. Illustrò anche libri per bambini.

## Biografia
Figlia di Jonathan Gosman (1832-1895), un generale che prese parte alla guerra civile americana e fu commerciante di legname, e di Sara Visscher Gourlay (1837-1923). Non si sposò mai e visse sempre ad Albany dove morì. Sembra che abbia avuto due fratelli: William Howard (1858-1866) e John II (1862-1922). Sono pochi i dettagli attorno alla sua vita, salvo che ebbe una formazione artistica e che ricevette nel 1890, quale regalo di Natale, una macchina fotografica che apprezzò molto e che subito iniziò a studiare da autodidatta, tanto che nel giro di pochi mesi fu in grado di usarla con sufficiente padronanza.
Si iscrisse alla "Society of Amateur Photographers" di New York in quanto ad Albany i gruppi fotografici amatoriali non accettavano donne tra i loro membri. Già nel 1892 fece parte del The Camera Club of New York. Ciò attirò l'attenzione di Alfred Stieglitz. L'anno dopo espose nei tre principali club fotografici americani a New York, Filadelfia e Boston, dove fu l'unica donna a vincere una medaglia. Stieglitz la considerò la fotografa amatoriale del paese più importante. Camera Club, nel 1897, organizzò una serie di mostre personali e tre anni dopo, incluse una sua immagine, come fotoincisione, nel numero di gennaio 1900 della rivista Camera Notes, diretta dallo stesso Stieglitz, il quale scrisse sul suo modo di fotografare: "Ognuna delle sue immagini è piena di vita e qualità artistica, audace nella concezione e nell'esecuzione".
Furono anni molto intensi quelli che vanno dal 1893 al 1900 per lei perché oltre alle mostre citate, le sue foto trovarono spazio e vennero apprezzate nei saloni fotografici della Royal Photographic Society di Londra, in quelli di Parigi, in alcune mostre in Germania ed in Canada. Nel 1900 Frances Benjamin Johnston incluse le sue foto nella importante mostra American Women Photographers, presentata all'Esposizione di Parigi. Poco prima di questa mostra Farnsworth aveva scritto alla Johnston di aver cessato la sua attività di fotografa. In effetti, dopo tale data, anche se in qualche circostanza le sue foto vennero ancora pubblicate - l'ultima in ordine di tempo risalirebbe al 1912 nella quale la Kodak la espose in occasione di un concorso a New York e a Portland - le informazioni sulla sua vita diventano estremamente rare e lacunose. È noto che nel 1915 fu attiva quale sostegno per le persone colpite dalla prima guerra mondiale, in particolare per gli emigrati dal Belgio che scelsero Albany come luogo ove chiedere asilo.

## Galleria d'immagini

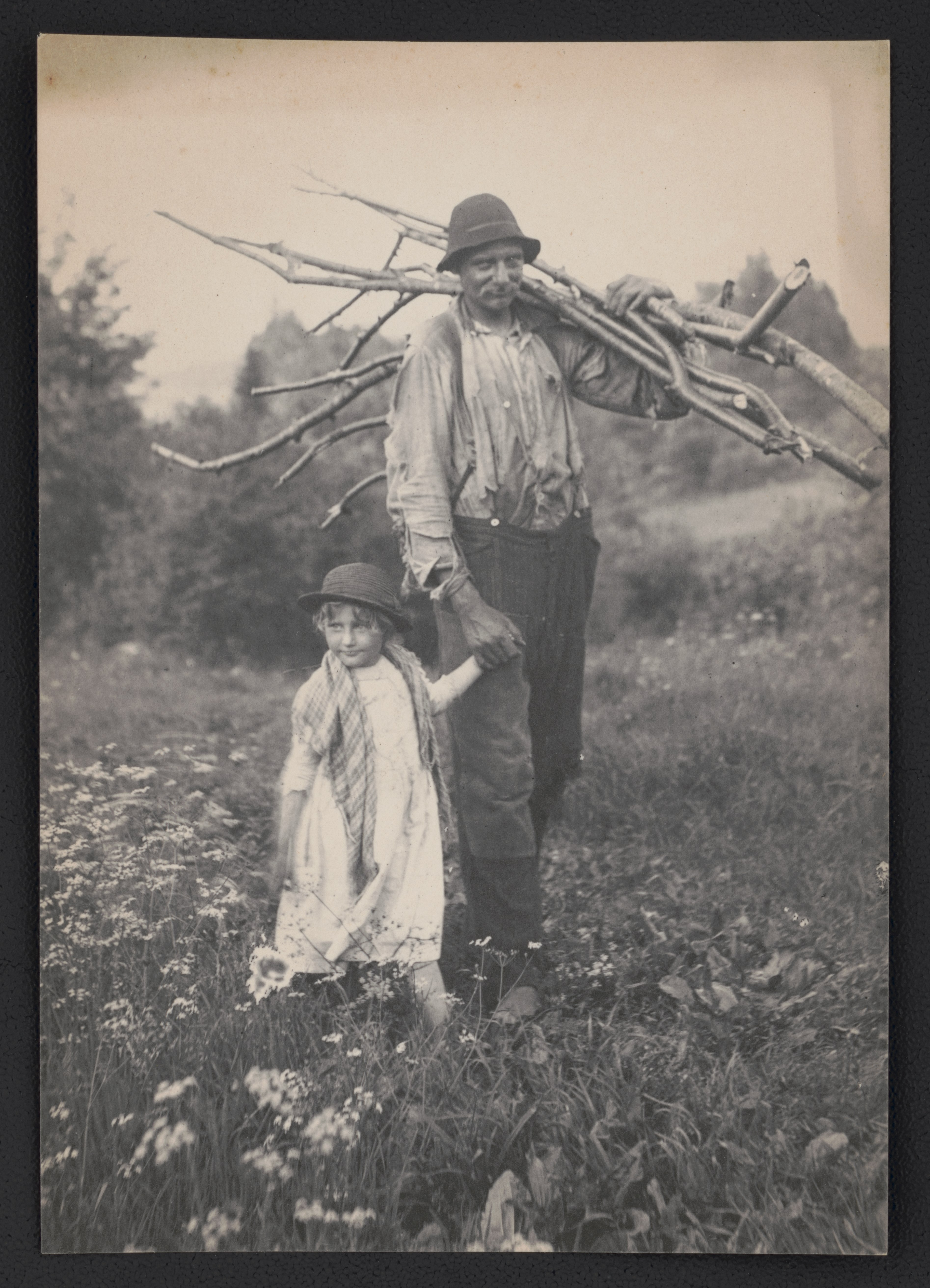
Uomo che porta dei bastoni e cammina con una bambina in un campo di fiori selvatici, 1890
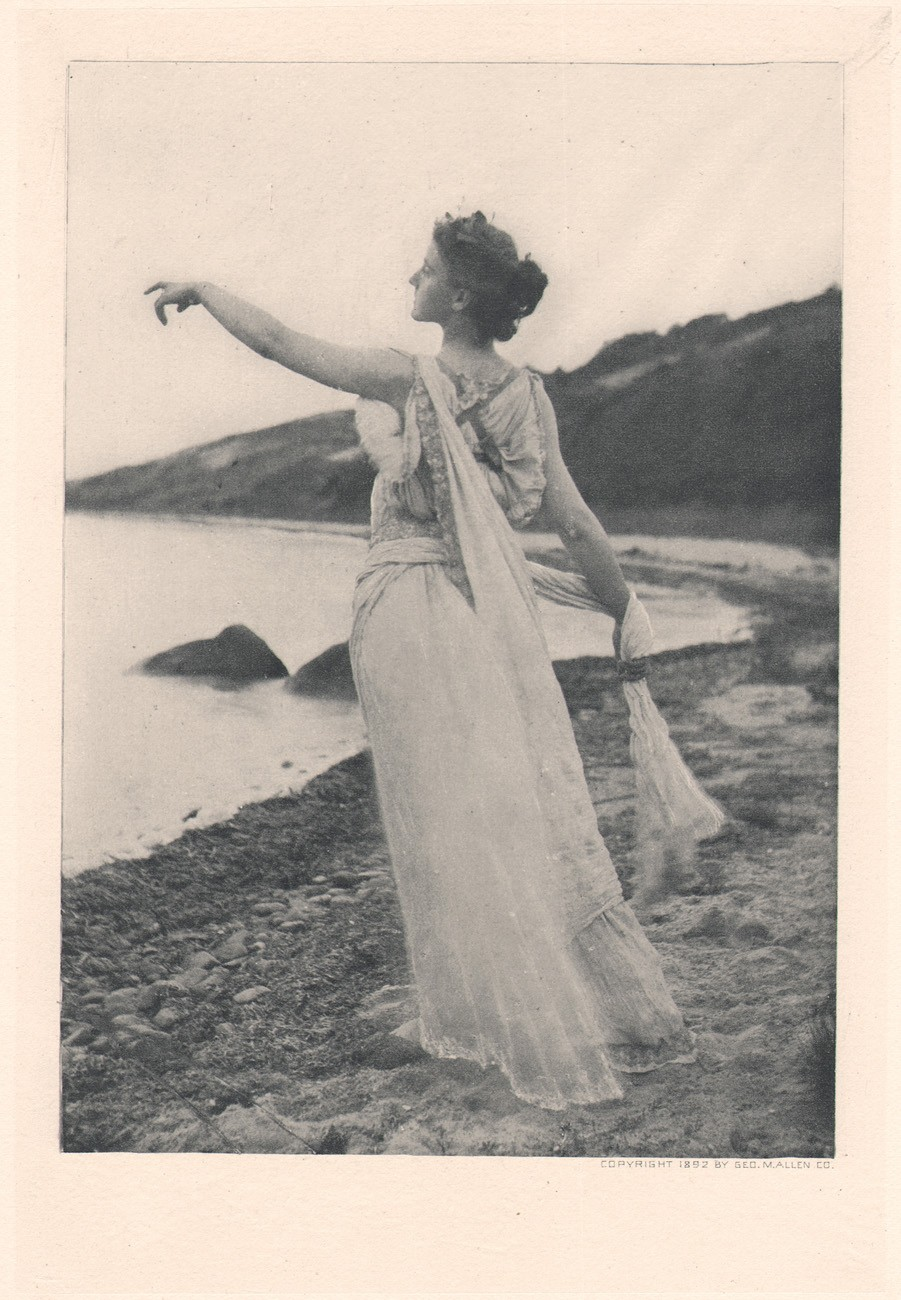
Quanto mi è cara l'ora, 1892
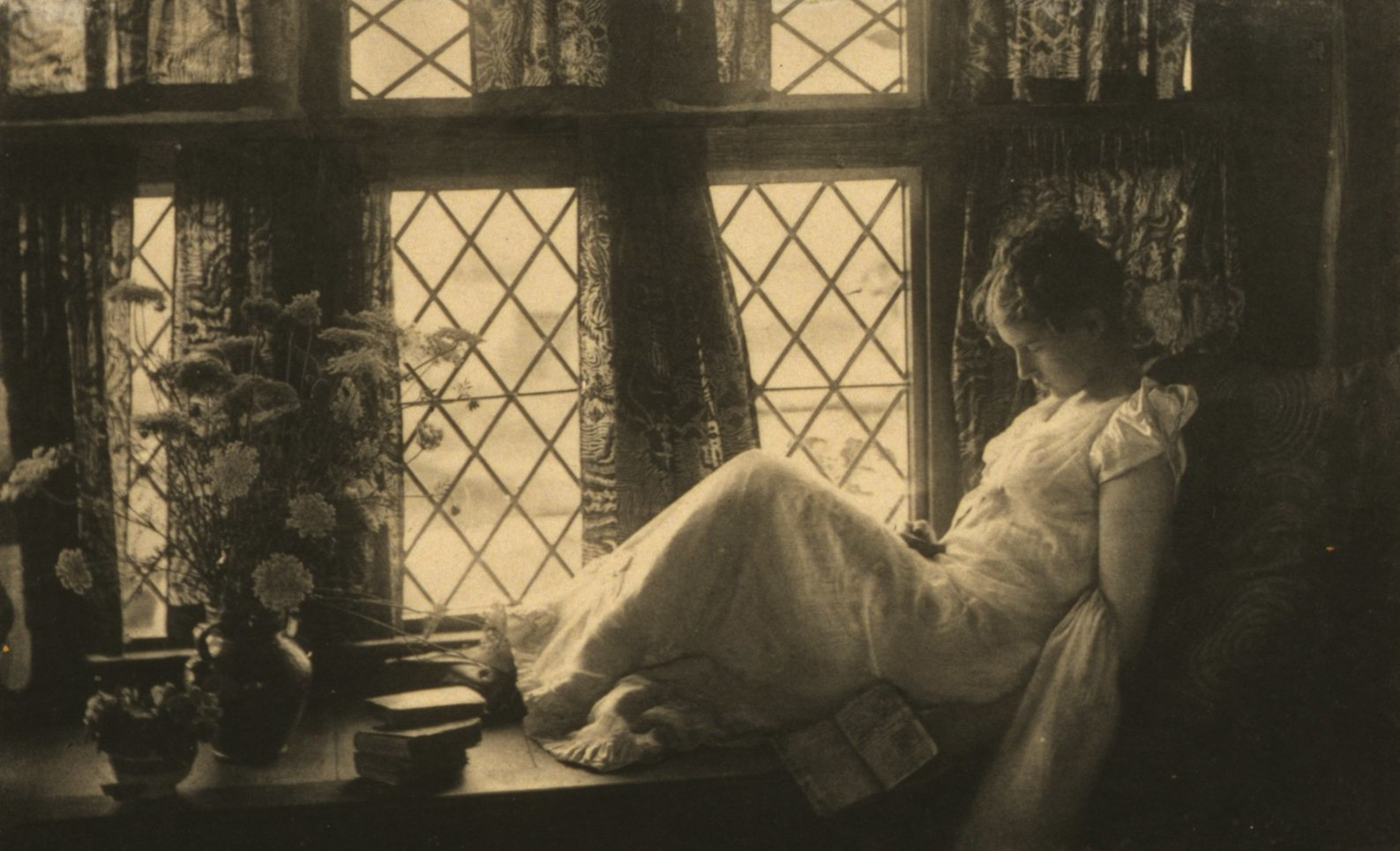
Al crepuscolo, 1893
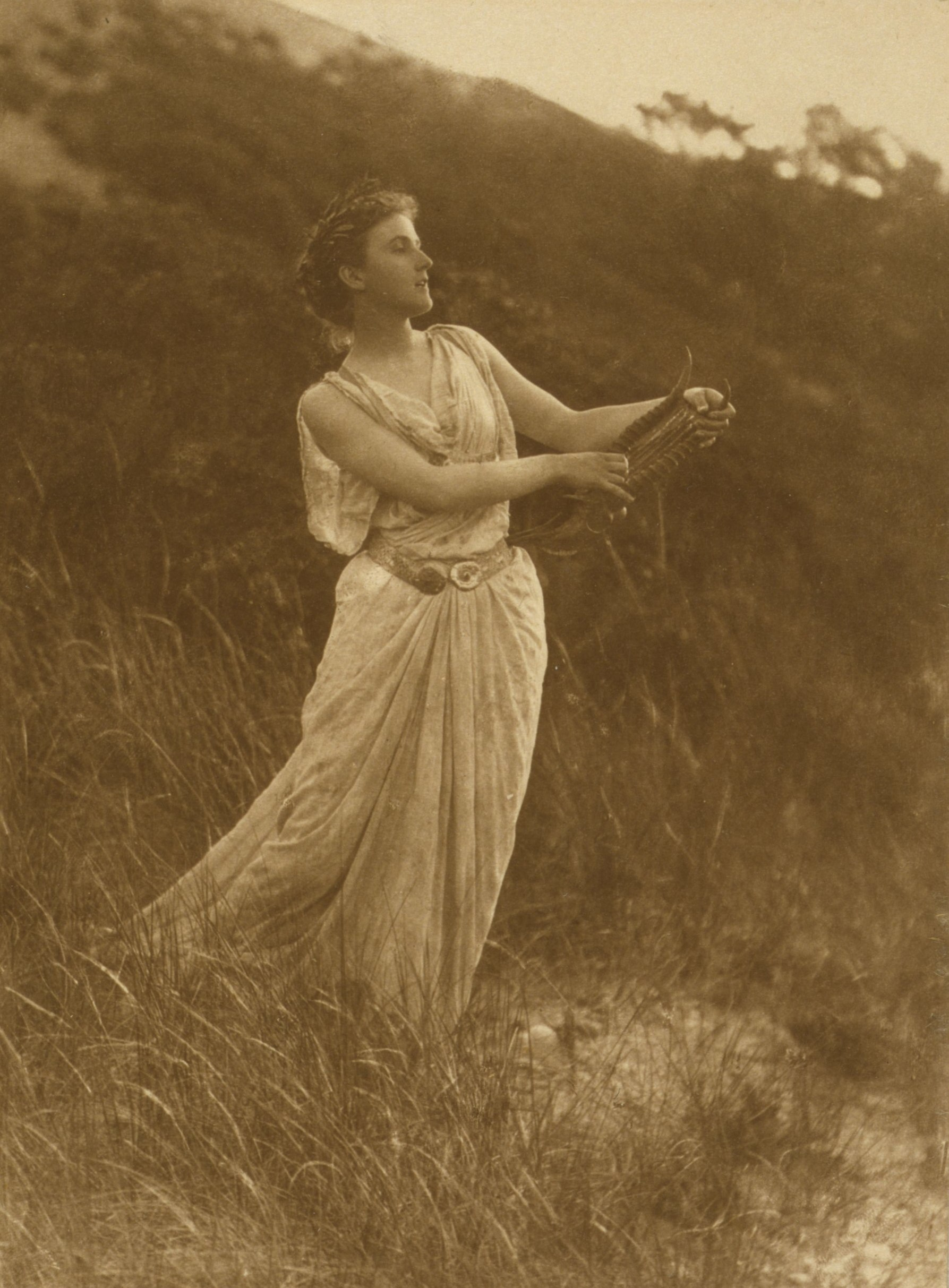
Alla ragazza greca, 1893
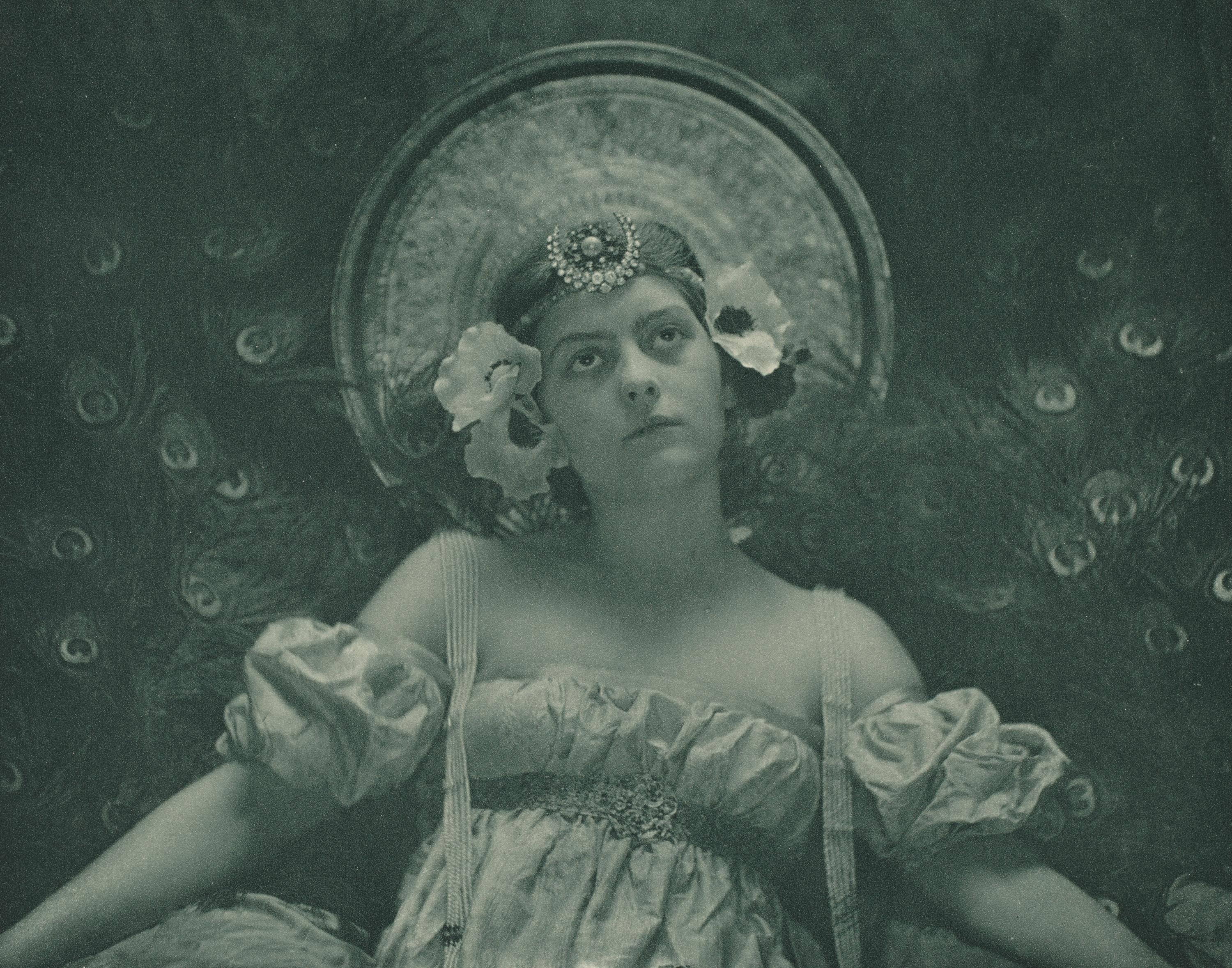
La Cicala, 1899
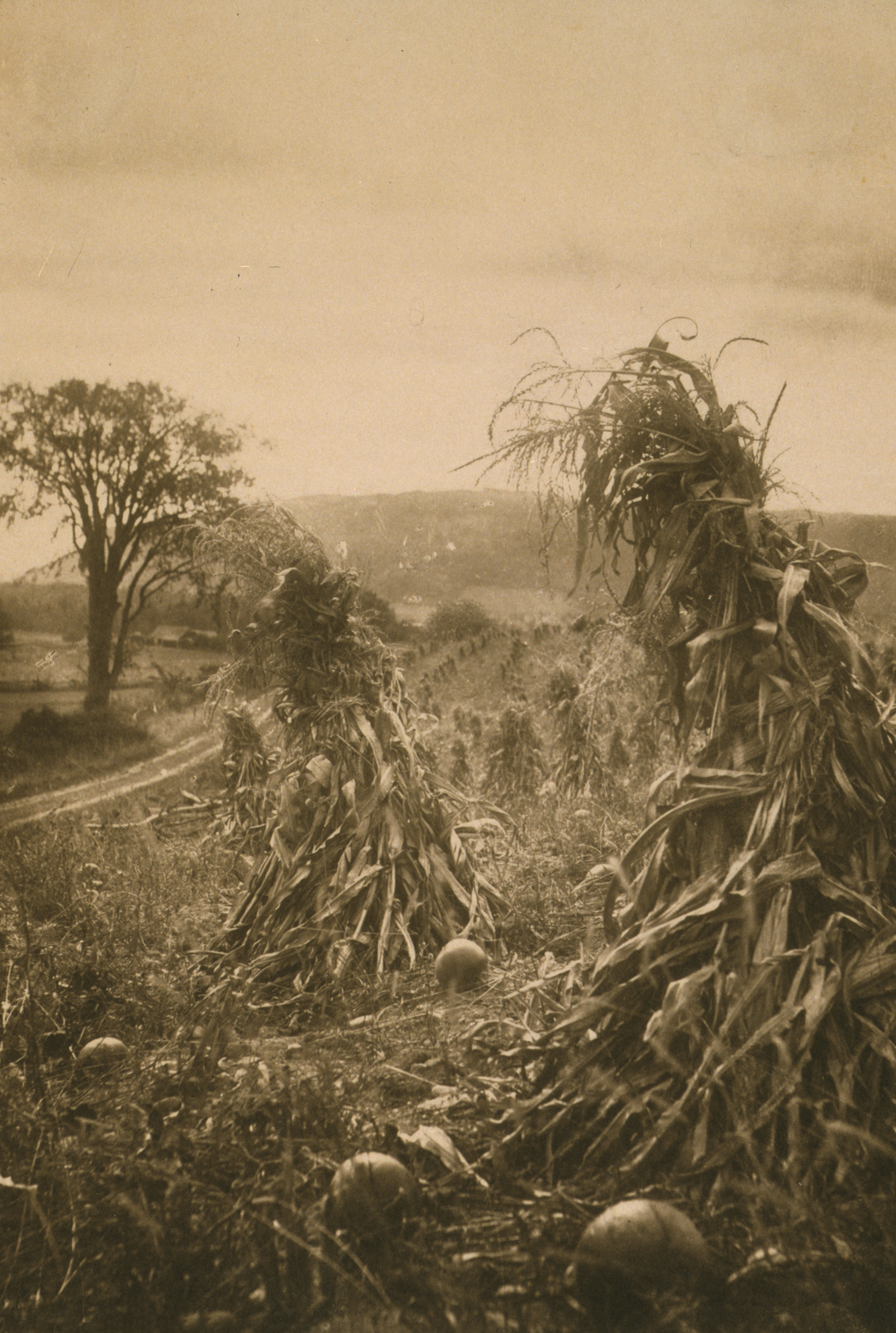
Campo di mais e zucche, 1900
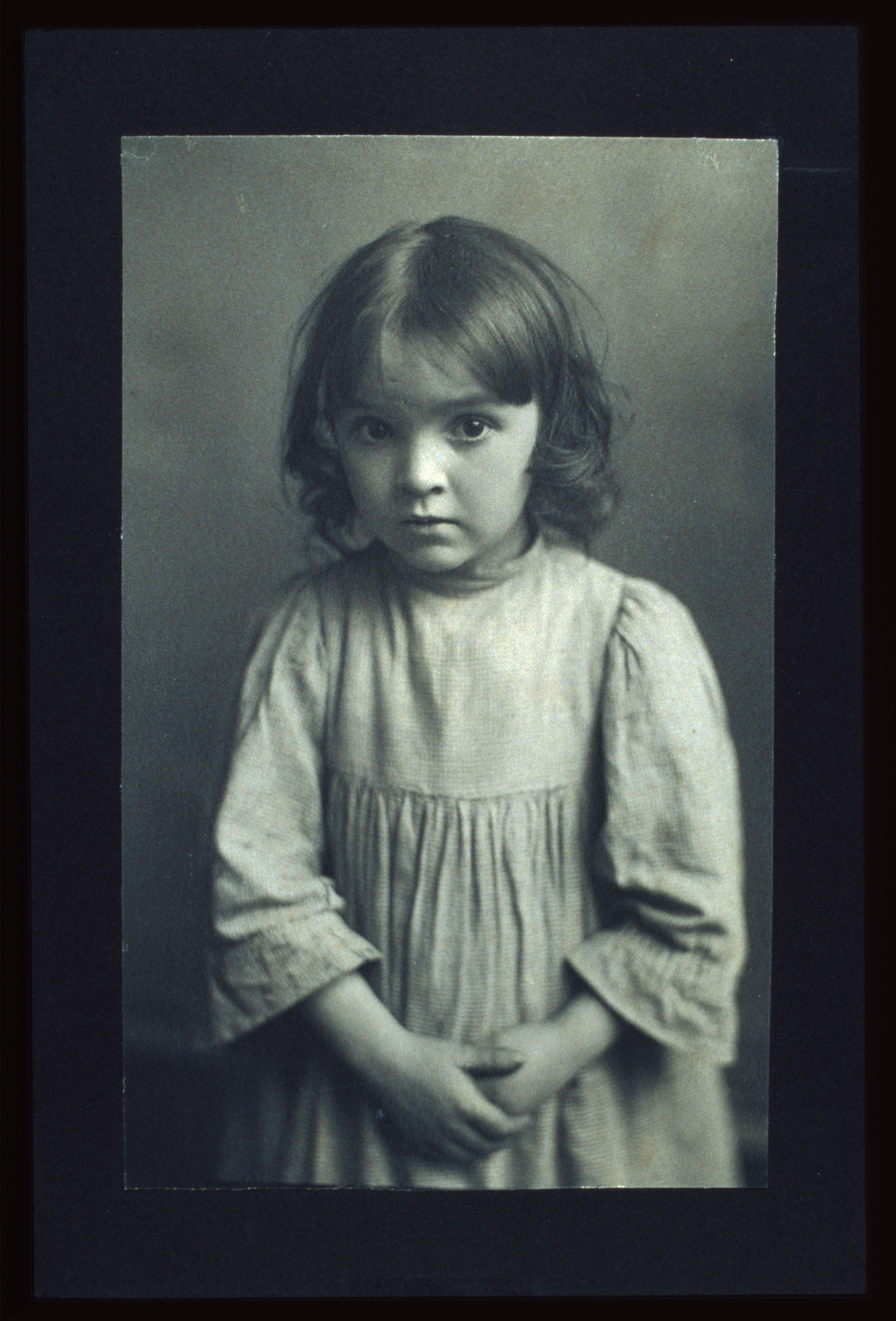
Ascoltando i racconti di Annie sulle streghe, 1900